# ورلدویو-۳
ورلدویو-۳ (انگلیسی: WorldView-۳) ماهواره تجاری دیدبانی زمین متعلق به شرکت دیجیتال‌گلوب است که در ۱۳ اوت ۲۰۱۴ به فضا پرتاب شد. این ماهواره ششمین ماهواره دیجیتال‌گلوب در مدار پس از ماهواره‌های آیکونوس (پرتاب‌شده در ۱۹۹۹)، کوئیک‌برد (۲۰۰۱)، ورلدویو-۱ (۲۰۰۷)، ژئوآی-۱ (۲۰۰۸) و ورلدویو-۲ (۲۰۰۹) به‌شمار می‌رود. ورلدویو-۳ توانایی تهیه تصویر ماهواره‌ای پانکروماتیک با وضوح تصویری ۳۱ سانتی‌متر، تصویر ۸ باندی با وضوح ۱٫۲۴ متر، فروسرخ با وضوح ۳٫۷ متر و CAVIS (ابر، هواپخش، بخار، یخ و برف) با قدرت تفکیک ۳۰ متر را دارد.

## پرتاب
ورلدویو-۳ در ۳ اوت ۲۰۱۴ از پایگاه نیروی هوایی وندنبرگ و با استفاده از موشک اتلس ۵ به فضا پرتاب شد. حامل پرتاب توسط یونایتد لانچ آلیانس تأمین شده و مدیریت پرتاب بر عهده لاکهید مارتین بود.